# Salvador Benedicto
Salvador Benedicto ist eine Gemeinde in der Provinz Negros Occidental auf der Insel Negros auf den Philippinen. Die Gemeinde ist auch unter dem Namen Don Salvador Benedicto regional bekannt. Sie hat 25.662 Einwohner (Zensus 1. August 2015), die in 7 Barangays leben. Sie gehört zur vierten Einkommensklasse der Gemeinden auf den Philippinen und wird als partiell urbanisiert beschrieben.
Sie liegt etwa 42 km östlich von Bacolod City. Die Reisezeit beträgt ungefähr 1 Stunde mit dem Bus und mit dem Auto rund 45 Minuten. Ihre Nachbargemeinden sind Murcia im Westen, Calatrava begrenzt die Gemeinde im Osten und San Carlos City liegt im Süden. 

## Barangays
| - Bago (Lalung) - Bagong Silang (Marcelo) - Bunga - Igmaya-an | - Kumaliskis - Pandanon - Pinowayan (Prosperidad) |